# 9001 Slettebak
9001 Slettebak è un asteroide della fascia principale. Scoperto nel 1981, presenta un'orbita caratterizzata da un semiasse maggiore pari a 2,2985347 UA e da un'eccentricità di 0,2264963, inclinata di 7,57299° rispetto all'eclittica.